# دره قیر (رامهرمز)
دره قیر (رامهرمز)، روستایی از توابع بخش مرکزی شهرستان رامهرمز در استان خوزستان ایران است.

## جمعیت
این روستا در دهستان حومه‌شرقی قرار دارد و براساس سرشماری مرکز آمار ایران در سال ۱۳۸۵، جمعیت آن ۱۶۳ نفر (۳۲خانوار) بوده‌است.